# 一樓一故事
《一樓一故事》（英語：Reunion）是1988年上映的一部香港電影，為導演關柏煊執導的首部劇情長片，由鮑偉亮、饒芷昀、鄭康棋、寶寶、賴譓荃及區紹熙主演，劇情講述一個新移民家庭的倫常慘變。

## 劇情
阿澤與前妻是偷渡來港的一對新移民夫婦，可惜倆口子終究敵不過現實的生活問題，阿澤失業，而前妻則當上了一樓一鳳，靠出賣肉體維生。阿澤多次想重修舊好但不得要領，在感情失意與生活挫敗下，迷失自我的他到一樓一找別的女人發洩情慾。回家後，他發現妹妹正準備與男友私奔；而與此同時，欲再婚的母親竟找上自己當主婚人......茫然的阿澤決定帶兒子找妻子再度要求復合，不果。面對種種打擊下，阿澤釀成了一場倫常慘變......

## 角色
| 演員   | 角色 | 備註                             |
| 鮑偉亮 | 阿澤 | 新移民                           |
| 饒芷昀 |      | 新移民，阿澤之前妻，一樓一鳳妓女 |
| 鄭康棋 |      |                                  |
| 寶寶   |      |                                  |
| 賴譓荃 |      |                                  |
| 區紹熙 |      |                                  |
| 苑瓊丹 |      |                                  |

## 外部連結
- 香港影庫上《一樓一故事》的資料（繁體中文）
- 时光网上《一樓一故事》的資料（简体中文）
- 豆瓣电影上《一樓一故事》的資料 （简体中文）
- 互联网电影数据库（IMDb）上《一樓一故事》的资料（英文）